# Siemens Open 2001
Il Siemens Open 2001 è stato un torneo di tennis facente parte della categoria ATP Challenger Series nell'ambito dell'ATP Challenger Series 2001. Il torneo si è giocato a Scheveningen nei Paesi Bassi dal 9 al 15 luglio 2001 su campi in terra rossa.

## Vincitori

### Singolare
Raemon Sluiter ha battuto in finale  Paul-Henri Mathieu con il punteggio di 6–3, 6–4

### Doppio
Jordan Kerr /  Grant Silcock hanno battuto in finale  Brandon Coupe /  Tim Crichton con il punteggio di 6–3, 6–4